# دایسوکه آونو
دایسوکه آونو (انگلیسی: Daisuke Aono؛ زادهٔ ۱۹ سپتامبر ۱۹۷۹) بازیکن فوتبال اهل ژاپن است.
از باشگاه‌هایی که در آن بازی کرده‌است می‌توان به باشگاه فوتبال آلبیرکس نیگاتا، باشگاه فوتبال ویسل کوبه، و باشگاه فوتبال گامبا اوساکا اشاره کرد.